# Graduados (telenovela chilena)
Graduados é uma telenovela chilena exibida pela Chilevisión. É um remake da telenovela argentina de mesmo nome que exibida pela Telefe em 2012 e criado por Sebastián Ortega. Foi protagonizada por Marcial Tagle, Fernanda Urrejola, Ricardo Fernández e Bárbara Ruiz-Tagle. 

## Elenco
- Marcial Tagle como Andrés Jalifa
- Fernanda Urrejola como María Laura "Loli" Falsetti
- Ricardo Fernández como Pablo Flores
- Bárbara Ruiz-Tagle como Ximena Benítez / Patricia Rojas
- Cristián Carvajal como Francisco "Tuca" Allende
- Elvira Cristi como Verónica "Vero" Sarmiento
- Pedro Campos como Martín Flores / Martín Jalifa
- Natalia Valdebenito como Alejandra Aguirre
- Eduardo Barril como Clemente Falsetti
- Fernando Farías como Amir Jalifa
- María Elena Duvauchelle como Hannah Talla
- César Sepúlveda como Augusto Flores
- Juan Falcón como Fernando
- Guido Vecchiola como Guillermo Aliaga
- Elisa Alemparte como Claudia Jalifa
- Carolina Mestrovic como Sofía Matic
- Sandra O'Ryan como Inés Matic
- Felipe Álvarez como Juan José Correa
- Natalia Grez como Clarita
- Paulina Hunt como Betty
- Aldo Parodi como Walter
- Juan Carlos Brown como El Oso
- Macarena Sánchez como Azul Vega
- Jaime McMananus como Daniel Jalifa
- Bárbara Muñoz como Carolina

### Outras participações
- Grimanesa Jiménez como Marta Quiñones.
- Luz María Yacometti
- Soledad Pérez como Milagros.
- Gabrio Cavalla como Dr. Alfredo Ripstein.
- Mariana Prat como Dra. Barrera.
- Eyal Meyer como Rodrigo
- Daniela Barrera
- Álvaro Salazar G.
- Alvaro Morales